# Forum Praktyków Partycypacji
Forum Praktyków Partycypacji – coroczna impreza poświęcona tematyce partycypacji obywatelskiej. Organizatorem wydarzenia jest Fundacja Stocznia. Forum gromadzi od ok. 150 do ok. 300 uczestników, głównie z Polski, ale w poszczególnych edycjach brali udział także przedstawiciele organizacji pozarządowych z takich państw jak Islandia, Norwegia, Cypr, Grecja, Gruzja, Ukraina, Słowenia, Rosja i Wielka Brytania. Celem wydarzenia jest wymiana wiedzy i doświadczeń pomiędzy osobami i organizacjami zajmującymi się różnymi metodami wpływu mieszkańców na podejmowane decyzje dotyczące spraw publicznych.
Dotychczasowe edycje:
- 2014 - Warszawa
- 2015 - Warszawa
- 2016 - Warszawa
- 2017 - Lublin
- 2018 - Wrocław
- 2019 - Trójmiasto
- 2020 - online
- 2021 - online